# Dacryon

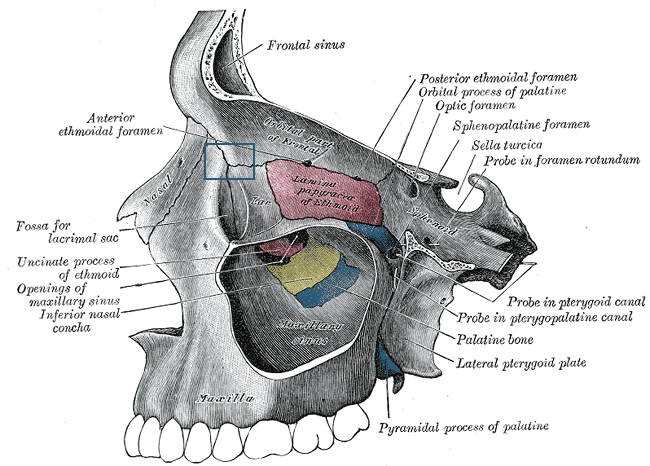
A felső állcsont oldalról (a sötétkék téglalap jelöli a dacryont)

A dacryon egy csomópont, amely a felső állcsont (maxilla) a könnycsont (os lacrimale) és a homlokcsont (os frontale) találkozásánál található.